# أداجيو (لارا فابيان)
أداجيو هي أغنية_منفردة صدرت في عام 1999 للمغنية البلجيكية الكندية لارا فابيان مقتطفة من ألبومها. صدرت الأغنية باللغتين الإنجليزية والإيطالية مقتبسة عن مقطوعة اداجيو إن صول مينور للموسيقار الإيطالي تومازو ألبينوني و ريمو جيازوتو أما مؤلفو النص الإنجليزي فهم لارا فابيان (مؤلفة النسخة الإيطالية أيضًا) بروس روبرتس، ريك أليسون وديف بيكيل.
حصدت الأغنية المركز الثالث في مخطط أفضل الأغاني في والونيا بلجيكا والمرتية الخامسة في فرنسا. كما أصبحت في وقت لاحق أكثر الأغاني شعبية وتمثيلا من قبل العديد من الفنانين.
في 2017، قام المغني الكازاخستاني ديماش كوداي بيرجن بتأدية الأغنية خلال مشاركته في مسابقة المغني 2017.

## الترتيب
| الترتيب          | أقصى ترتيب | مجموع الأسابيع |
| ---------------- | ---------- | -------------- |
| بلجيكا (فلاندر)  | 29         | 7              |
| بلجيكا (والونيا) | 3          | 12             |
| فرنسا            | 5          | 15             |
| هولندا           | 66         | 12             |